# Mok Shaiz
Mok Shaiz a Star Wars-univerzum kitalált karaktere. Az ithori fajból származó Csillagok háborúja-szereplő felbukkanása a Boba Fett könyve című élőszereplős sorozat megjelenéséhez köthető.

## Kinézet
Mok Shaiz ithori lévén hosszú, görbe nyakkal, a pörölycápáéhoz hasonló, T-alakú fejjel rendelkezett. A faj egyik jellegzetessége, hogy két szájuk van nyakuk két oldalán. Adottságaikból kifolyólag az ithoriak nem voltak képesek "emberi" nyelvet beszélni. Mok Shaiz egy speciális készüléket hordott a nyakán, amely lehetővé tette az ithori nyelv valós időben történő fordítását a galaktikus standard nyelvre. Shaiz szeme sötétzöld színű volt, bőre világos barna. Díszes, sötétzöld színű ruhát viselt.

## Története

### Mos Espa polgármestere
Mok Shaiz a Tatuin bolygón található Mos Espa elnevezésű város polgármestere volt.
Miután a Yavini csatát követő 9. évben az egykori fejvadász Boba Fett Fennec Shand segítségével megölte Bib Fortunát, Tatuin akkori vezetőjét, Fett vette át helyét daimjóként. A korábbi fejvadász megpróbálta stabilizálni hatalmát, és ahogy az a Tatuinon szokás volt, sokan ajándékkal járultak elé. Shaiz ajándék helyett csupán főudvarmesterét küldte hozzá, hogy adja át üdvözletét.
Később Fettre és Shandre az Éjszakai Szél bérgyilkosai támadtak rá. Az egyik merénylő azt vallotta, hogy a polgármester küldte őket. Miután Fett és Shand Mok Shaiz elé vitték a foglyot, a polgármester elismerte, hogy az elé vetett ember valóban az Éjszakai Szél tagja, de azt állította, hogy a rend illegálisan működik, és megköszönte Fettnek, hogy elkapta a merénylőt.

### Szövetség a Pyke Szindikátussal
Bár Boba Fett eleinte nem tudta, Mok Shaizt lefizette a Pyke Szindikátus, és a polgármester odaígérte nekik a Fett által birtokolt területeket. Fett később a Hutt ikrektől értesült erről, ám eleinte kételkedett az információ igazságtartalmában. Boba Fett megpróbálta megkeresni Shaizt, hogy kérdőre vonja, ám a polgármester addigra már elhagyta a várost, és csatlakozott a Pyke-okhoz. Az egykori fejvadász azonban némi segítséggel kézre kerítette Shaiz főudvarmesterét, aki elmondta Fettnek, hogy a polgármester már elment. Mos Espa átkutatása után sem sikerült rálelni Shaizre, az udvarmester pedig azt állította, hogy a polgármester már bizonyára elhagyta a bolygót.
Mok Shaiz valójában azonban Mos Eisleyban bújt el ez idő alatt, és a Pyke Szindikátussal tárgyalt. Az ithori kifogásolta a Szindikátus módszereit. Célozva egy közelmúltbeli esetre, amikor a Pyke-ok felrobbantottak egy szórakozóhelyet, Garsa Menedékét a városában, Shaiz megjegyezte, hogy ő nem támogatja a nyílt háborút.
A Szindikátus csapatai közben vereséget szenvedtek a Mos Espa-i csatában. Ezt követően Shaiz, a Pyke-ok és Mos Espa bűnözőcsaládjainak fejei összegyűltek tárgyalni. A diskurzus azonban nem tartott sokáig, mert kívülről érkező, jól irányzott lövések végeztek hirtelen több jelenlévővel. Mok Shaiz kétségbe esve próbált kiutat keresni, ám másodperceken belül Fennec Shand, Fett hű társa egy kábelt tekert az ithori nyaka köré, és végzett vele.

## A színfalak mögött
Mok Shaiz megformálója John Rosengrant volt, eredeti hangja pedig Robert Rodríguez. Magyar hangja Harcsik Róbert. Shaiz először a Boba Fett könyve című sorozat első részében (1. fejezet: Különös jövevény egy különös vidéken) szerepelt, de itt csak említést tettek róla. Első tényleges megjelenése a második epizódhoz (2. fejezet: A Tatuin törzsei) köthető.